# Neptis urungensis
Neptis urungensis är en fjärilsart som beskrevs av Embrik Strand. Neptis urungensis ingår i släktet Neptis och familjen praktfjärilar. Inga underarter finns listade i Catalogue of Life.